# Елізабет Бом-Шнайдер
Елізабет Бом-Шнайдер (24 грудня 1963 , Сент-Ім'є ) — швейцарська політична та державна діячка, представляє соціал-демократичну партію
, член Федеральної ради Швейцарії з січня 2023 року.

## Біографія
Вона закінчила середню школу в Ла-Шо-де-Фоні в 1983 році та вивчала соціальні науки в Університеті Невшателя, де здобула ступінь бакалавра в 1987 році
.
У 1989—2002 роках працювала соціальним працівником у Франш-Монтань та адміністрації кантону Юра
.
Надихнувшись діяльністю НСПС «Солідарність», долучилася до діяльності Amnesty International і вступила до Соціал-демократичної партії Швейцарії
.
У 1995 році була обрана до кантональної ради Юра, яку очолила у 2000 році
.
З грудня 2002 по 2015 рік вона засідала в уряді кантону Юра,

де вона була міністром освіти та спорту
.
На виборах 2019 року стала депутатом Ради кантонів
.
7 грудня 2022 року вона була обрана до Федеральної ради Швейцарії, замінивши Симонетту Соммаругу
,
та обійняла посаду 1 січня 2023 року.
Вона очолює Федеральний департамент юстиції та поліції
.